# 3288 Seleucus
3288 Seleucus este un asteroid din grupul Amor, descoperit pe 28 februarie 1982 de Hans-Emil Schuster.